# جيوفري كوكس (صحفي)
جيوفري كوكس (بالإنجليزية: Geoffrey Cox)‏ هو مراسل عسكري وصحفي ودبلوماسي نيوزلندي، ولد في 7 أبريل 1910، وتوفي في 2 أبريل 2008.